# Pierre-Yves Collombat
Pour les articles homonymes, voir Collombat.
Pierre-Yves Collombat, né le 18 juillet 1945 à Voiron (Isère), est un professeur de philosophie et homme politique français.

## Biographie
Professeur de philosophie de formation, il est élu sénateur du Var le 26 septembre 2004.
Pierre-Yves Collombat est réélu sénateur le 28 septembre 2014. Il se rattache financièrement au Parti radical de gauche en 2015 et 2016.
Après les élections sénatoriales de 2017, Pierre-Yves Collombat rejoint le groupe communiste, républicain, citoyen et écologiste (CRCE). Il est rattaché administrativement à La France insoumise.
Il ne se représente pas en 2020.
Le 2 avril 2024, il dévoile lors d'un entretien avec François Asselineau qu'il sera présent sur la liste de l'UPR pour les élections européennes de 2024.

### Anciens mandats
- Président de l'Association des Maires ruraux du Var
- Premier vice-président de l'Association des maires ruraux de France
- Conseiller général du canton de Callas
- Maire de Figanières (1995-2005).
- 2e adjoint au maire de Figanières
- Vice-président de la Communauté d'agglomération dracénoise.